# Giustino Arpesani
Giustino Arpesani (Milano, 19 gennaio 1896 – Roma, 31 ottobre 1980) è stato un avvocato, diplomatico e politico italiano.

## Biografia

### L'ambiente familiare e la partecipazione alla Prima guerra mondiale
Nasce in una famiglia di origine piemontesi e tradizioni liberali: il padre Cecilio (1853-1924), nato a Casale Monferrato, è un noto architetto attivo soprattutto a Milano che lascia numerose opere di sicuro valore sia in campo civile che religioso (in Milano: Istituto Salesiani con annessa chiesa di Sant'Agostino, Istituto Marcelline, Chiesa di Santa Croce, Chiesa di Santa Maria di Caravaggio, ecc.). Nel 1906 entra al liceo Parini di Milano. Nel marzo del 1914 scrive al suo ex professore Butti: "
(fotocopia di lettera autografa)
Partecipa con Leonida Bissolati, Gaetano Salvemini e Giovanni Amendola, all'elaborazione di quel progetto o schema di cooperazione fra l'italia e la nascente Jugoslavia che il dilagante nazionalismo avrebbe poi tristemente vanificato. Fa parte del "Gruppo Nazionale Liberale" di Milano a cui appartenevano tra gli altri Giovanni Amendola, Alessandro Casati, Filippo Sacchi e che condusse una valida campagna per l'intervento dell'Italia a fianco dell'Inghilterra e della Francia contro gli Imperi centrali. Terminato il liceo si arruola volontario nella guerra 1915/18, diviene tenente di artiglieria da campagna, combatte in linea e si merita la "Croce di Guerra". Al rientro dalla guerra in occasione del congedo nel 1920 scrive alla sorella Adelaide: "oggi comincia un nuovo servizio - ancora per l'Italia - attraverso questa per tutti i fratelli del mondo"(fonte: cartolina autografa).

### L'antifascismo negli anni venti
Si laurea in Giurisprudenza a Pavia, e nel 1922 supera gli esami di procuratore a Casale; si specializza in Diritto amministrativo internazionale, iniziando l'attività forense a Milano. Si iscrive al Partito Liberale Italiano. Nel 1922 è tra i fondatori del "Club liberale" con Parri, Rusca, Gallarati Scotti, Bauer e altri. La sua nota posizione antifascista gli procura varie perquisizioni da parte della polizia politica del regime e frequenti minacce, il suo studio è un punto d'incontro degli antifascisti. Nel 1923 inizia una collaborazione col giornale "Rivoluzione Liberale" di Piero Gobetti. L'8 novembre 1924 sottoscrive il manifesto di Giovanni Amendola "L'Unione Nazionale". Il 13 dicembre 1924 partecipa con Tommaso Gallarati Scotti ed Ettore Janni alla seduta inaugurale del Club Liberale. Nel 1923/25 con Riccardo Bauer, Ferruccio Parri, Giovanni Mira, Tommaso Gallarati Scotti, Luigi Rusca, Giovanni Malvezzi, Filippo Sacchi, Maria Margadonna dà vita al quindicinale Il Caffè che ben presto viene chiuso dal regime fascista. Il 13 dicembre 1924 partecipa con Tommaso Gallarati Scotti ed Ettore Janni alla seduta inaugurale del "Club Liberale". In occasione dei suoi numerosi viaggi in Francia, Belgio, Inghilterra, Germania, prende contatto con diverse personalità politiche allo scopo di chiarire la situazione politica italiana.

### Gli anni della seconda guerra mondiale e dell'immediato dopoguerra
Nel 1940, con l'amico Wladimir d'Ormesson, Ambasciatore di Francia presso la Santa Sede, tenta una mediazione di Pio XII per evitare l'entrata in guerra dell'Italia. Dopo la caduta della Tunisia indirizza con Tommaso Gallarati Scotti un appello al Re confidando nella capacità di riscatto della monarchia.
Partecipa alla ripresa politica dei partiti di opposizione che condusse alla crisi del 25 luglio 1943 e rappresenta il Partito liberale nella coalizione dei partiti antifascisti, che dopo l'8 settembre si trasformò in CLN. Membro del Comitato di Liberazione Nazionale per l'Alta Italia capeggiando la rappresentanza del Partito Liberale formata da Cesare Merzagora e Filippo Jacini; fu l'unico assieme ad Alfredo Pizzoni, Presidente del CLNAI, a farne parte ininterrottamente per i 18 mesi della Resistenza benché continuamente ricercato dalla polizia tedesca e fascista. Nello stesso periodo fa parte dell'Organizzazione "Franchi" di Edgardo Sogno e del gruppo "Longhi" di Alfredo Pizzoni. Nel dicembre 1944 il CLNAI ratifica la nomina del Generale Cadorna al comando del CVL (braccio militare del CLNAI) grazie all'ostinazione esercitata da Arpesani in contrapposizione con i partiti di sinistra. Vive a Milano spostando sovente sia la propria residenza che il proprio studio (che poi in realtà era un punto di riferimento per gli uomini della resistenza). Adotta vari nomi tra cui Cavalli, Giovannelli, Fermo e Giustino. Saltuariamente fa brevi visite alla famiglia sfollata a Brunate, fino all'incursione di un plotone della banda Muti, in parte composto - come due di essi ebbero a dichiarare - da uomini usciti il giorno prima dal carcere di San Vittore. Nel mese di aprile 1945 passa clandestinamente la frontiera con la Svizzera per una missione in Francia e a Roma per conto del CLNAI. Il 25 aprile 1945 partecipa con Raffaele Cadorna, Riccardo Lombardi e Achille Marazza all'incontro con Mussolini per proporgli un accordo di resa.
Fu sempre sostenitore (e riuscì a svolgere in tal senso efficace azione fra i vari partiti) di una concordia fattiva tra i diversi movimenti politici ai fini della ricostruzione morale e materiale del Paese. Vide la collocazione del Partito Liberale al centro dello schieramento politico; probabilmente può essere considerato un liberale di sinistra ma comunque contrario ai comunisti/socialisti/azionisti. È stato sottosegretario alla Presidenza del Consiglio nel Governo Parri e nel I Governo De Gasperi. Monarchico, dopo il referendum, per amor di Patria, dichiara di accettare il risultato. Fa parte della delegazione italiana alla Conferenza della Pace di Parigi. Fu il primo direttore del giornale del PL "La Libertà".

### La carriera diplomatica
Nel 1947 lascia il partito liberale e l'attività politica, essendo nominato Ambasciatore d'Italia in Argentina (dal 30 gennaio 1947 al 30 luglio 1955); trova una colonia italiana lacerata da divisioni e in parte a lui ostile. Si prodiga per riportare unità e concordia conquistando la stima di tutta la collettività italiana. Conquista ben presto la simpatia del Presidente della Repubblica Juan Peron che, il 5 dicembre 1947, contravvenendo a tutte le norme del protocollo, partecipa ad una cena offerta in suo onore, ospite all'Ambasciata d'Italia.
Il 26 gennaio 1948, con Stefano Jacini, firma per l'Italia il trattato di emigrazione. Il 13 ottobre firma con l'Argentina il trattato commerciale Miranda-Arpesani. È proclamato Dottore Honoris causa dall'Università di Mendoza (Argentina). Il 16 aprile 1954 gli viene proposta la Presidenza della RAI, proposta che declina. Il 22 maggio 1954 è Membro Onorario della Università Nazionale di Cuyo Mendoza (Argentina). Il 27 luglio 1955 è Dottore honoris causa in Filosofia e Lettere dell'Università di Buenos Aires.
Dal 1955 al 1960 è Ambasciatore d'Italia in Messico. Il 6 marzo 1957 inaugura la mostra dell'industria italiana "Italia produce". Durante il periodo di permanenza come Ambasciatore nell'America Latina, guida numerose missioni del Governo italiano presso diverse capitali di quel continente.

### Il rientro in Italia
Nel 1960 rientra in Italia e viene nominato "Commissario Generale del Governo all'Esposizione Internazionale del Lavoro", per le manifestazioni del Centenario dell'Unità d'Italia a Torino, "Italia 61" che si inaugura il 7 maggio 1961. Tra il 1960 e il 1961, per promuovere l'esposizione di Torino, visita numerose città estere tra cui Ginevra, Bonn, Londra, Barcellona, Madrid, Buenos Aires, San Paolo (Brasile), Caracas, Città del Messico, ecc. Il Ministro degli Esteri Antonio Segni gli scrive che nessuno meglio di lui può rappresentare lo spirito del Risorgimento ed i valori della Resistenza.
Il 28 giugno 1961 viene nominato Consigliere del "Centro d'Azione Latina" per il triennio 1961/1963. Il 24 agosto 1961 il Ministero degli Esteri gli affida l'incarico di Presidente del Comitato per il "Centro internazionale di perfezionamento professionale e tecnico di Torino".
Dal 1963 al 1980 è Presidente della Sezione Piemonte della Società Italiana per l'Organizzazione Internazionale (SIOI).
Nel 1981, Il Presidente della Repubblica Sandro Pertini scopre un busto di Arpesani (eseguito dallo scultore Spadini) nel "Centro Internazionale di Perfezionamento professionale e tecnico" di Torino.

## Onorificenze
- Gran Cruz de la Orden al Merito (29/7/1955), Argentina

- Diploma di "Huesped de Honor" di Monterrey, Nueva Leòn, Mexico (4/12/1956)

- Banda de Primera Clase de la Orden Mexicana del Aguila Azteca (Messico) (5/9/1960)

- Certificato d'onore del Governatore del Kansas (USA) 1961

- 25/4/1965: Ambrogino d'Oro di Milano

- Cittadino onorario di Milano